# Martin Šulík
Martin Šulík (* 20. Oktober 1962 in Žilina, Tschechoslowakei) ist ein slowakischer Schauspieler, Drehbuchautor und Regisseur.

## Leben und Werk
Martin Šulík ist der Sohn des Schauspielers Anton Šulík. Er studierte von 1981 bis 1986 an der Hochschule für Darstellende Künste in Bratislava. Als Schauspieler trat er das erste Mal im Jahre 1984 im Film Uhol pahľadu (deutsch: Blickwinkel) in der Rolle des Dokumentarfilmers Ivan Stoklas in Erscheinung.
Mit dem Film Neha gab Šulík im Jahre 1991 sein Debüt als Regisseur. Das Drehbuch dafür schrieb er zusammen mit seinem langjährigen Arbeitspartner Ondrej Šulaj. Sein Film Zahrada (deutsch: der Garten) erhielt fünf Böhmische Löwen, den Preis der Slowakischen Filmkritik, einige Auszeichnungen des Internationalen Filmfestivals Karlovy Vary, den Preis der slowakischen Filmkritik und den slowakischen Preis „Igrica“. Auch auf Festivals in Mannheim, Cottbus, Bologne, Turin, Saint Etienne und Belfort war er erfolgreich.
Seinen Film Krajinka, für den er mit dem Drehbuchautor Dušan Dušek zusammenarbeitete, reichte die slowakische Akademie für Film und Fernsehen als Vorschlag für die Oscarnominierung ein.
Šulík drehte einige erfolgreiche Dokumentarfilme, z. B. die Biographie des tschechischen Regisseurs Pavel Juráček Klíč k určovaní trpaslíků aneb poslední cesta Lemuela Gullivera (2002) (deutsch: Der Schlüssel, um Zwerge zu definieren oder Lemuel Gullivers letzte Reise). Außerdem verarbeitete er Material unvollendeter Filme des slowakischen Regisseurs Juraj Jakubisko (2001)
Er ist Inhaber des Lehrstuhls für Film- und Fernsehregie an der Hochschule für Darstellende Künste in Bratislava (VŠMU).

## Filmografie

### Schauspieler
- 1983: Zrelá mladosť
- 1984: Blickwinkel (Úhel pohledu)
- 1985: Kára plná bolesti
- 1986: Zakázané uvoľnenie
- 1999: Praha očima – povidka Absolutní láska
- 2002: Výlet
- 2020: Servants (Služobníci)

### Regisseur
- 1991: Neha
- 1992: Alles was ich mag (Všetko čo mám rád)
- 1995: Der Garten (Zahrada)
- 1997: Orbis Pictus
- 1999: Praha očima – povídka Obrázky z výletu
- 2000: Krajinka
- 2005: Sluneční stát
- 2009: Zlatá šedesátá – série televizních dokumentů
- 2011: Cigán
- 2014. Slovensko 2.0
- 2018: Dolmetscher (The Interpreter)
- 2020: The Man with Hare Ears